# Schloss Puymartin

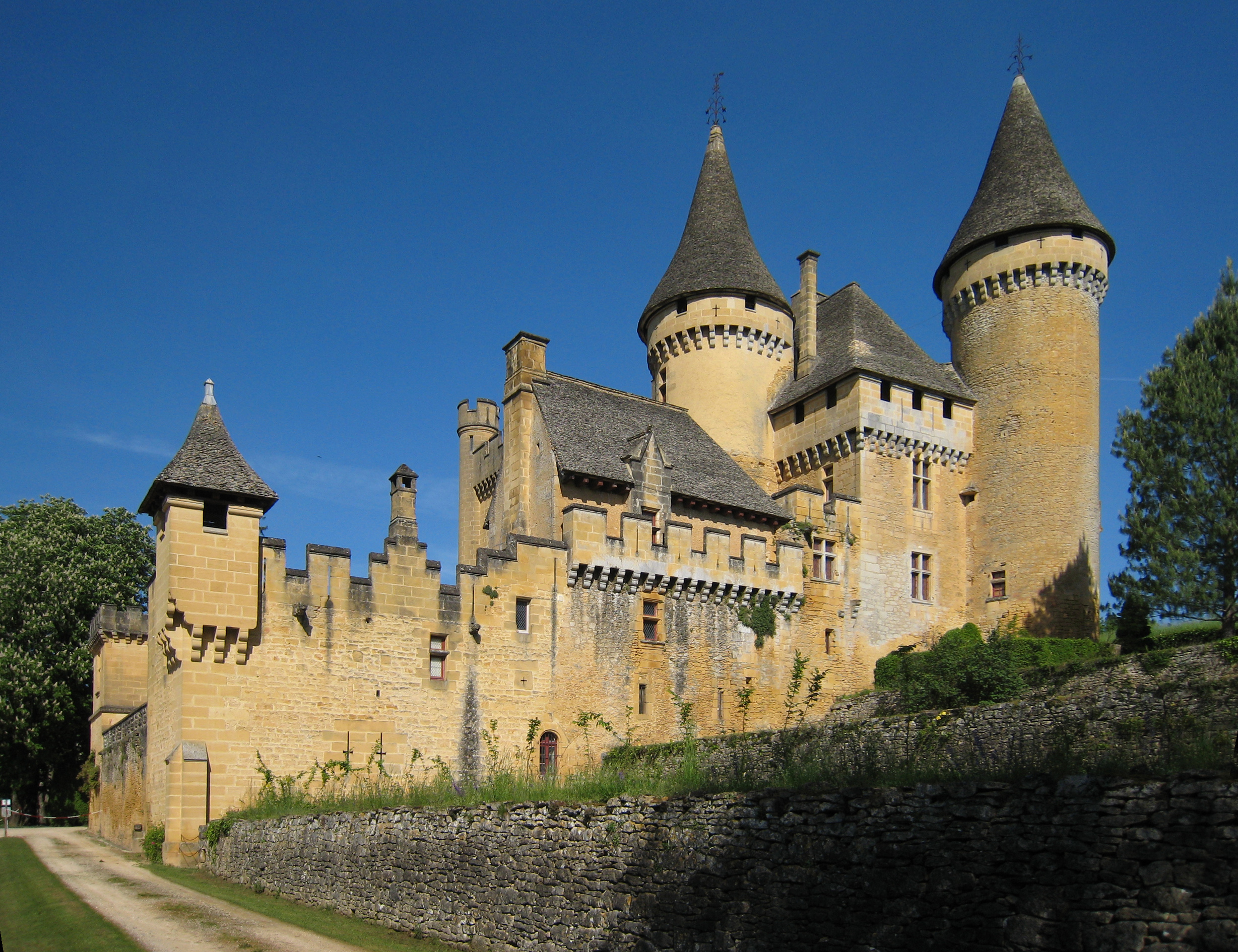
Schloss Puymartin

Schloss Puymartin liegt, versteckt inmitten des Périgord noir, in der französischen Region Nouvelle-Aquitaine im Département Dordogne zwischen Sarlat und Les Eyzies auf dem Gebiet der Gemeinde Marquay. Die Festung sicherte die Verkehrswege nordwestlich von Sarlat. 

## Bauwerk
Das im 13. bis 16. Jahrhundert erbaute Schloss steht auf einem steilen Hügel. Die mit Türmen verbundenen Gebäude sind durch Kurtinen geschützt. Der Zugang erfolgt durch ein aus zwei Gebäuden bestehendes Torhaus. Eines der Gebäude wurde umfassend restauriert, das andere, das in der Zeit der Renaissance fertiggestellt wurde, ist ein Beispiel für die Architektur des 15. Jahrhunderts. 
Zur Innenausstattung des Schlosses gehören Möbel und Gemälde aus dem 17. Jahrhundert; Schaustück ist das Ehrengemach mit Wandteppichen aus Aubusson. Es existieren Deckenbalken "à la francaise", Holztäfelungen und Kamine.
Schloss Puymartin wurde in die Liste der historischen Monumente Frankreichs aufgenommen.

## Geschichte
Schloss Puymartin wurde ursprünglich Mitte des 13. Jahrhunderts von den Äbten von Sarlat erbaut. Um 1270 ging es in den Besitz der Familie Serviens über. Im Jahr 1357 eroberten während des Hundertjährigen Krieges englische Söldner das Schloss und zogen erst nach Zahlung eines hohen Lösegeldes wieder ab, allerdings nicht, ohne es vorher geschleift zu haben. 
Im Jahr 1450 kaufte Radulphe de Saint-Clar das aufgelassene Anwesen zurück und nahm den Wiederaufbau sowie die Erweiterung in Angriff. Im 16. Jahrhundert war das Schloss Hauptquartier seines Enkels Raymond de Saint-Clar, Anführer der Katholiken des Perigord noir, in seinem siegreichen Kampf gegen die Protestanten.
Ein jahrzehntelanger Streit um das Eigentumsrecht zwischen Suzanne de Saint-Clare und ihrem Bruder Jean endete zugunsten von Suzanne. Unter Ludwig XIV. besaß die Familie La Pleinie das Schloss, und in der Zeit danach François Roffignac de Carbonnier de Marzac. Der Seigneur wurde in der Französischen Revolution eingekerkert und das Bauwerk sich selbst überlassen. Kurz vor Ende des 19. Jahrhunderts ließ der Marquis Marc de Carbonnier de Marzac das Schloss restaurieren und teilweise im neugotischen Stil umbauen. Seine einzige Tochter heiratete den Grafen Jacques de Montbron, Vater des heutigen Besitzers Henri de Montbron. 
Es gibt die Schauergeschichte einer um Mitternacht durch die Räume geisternde „Weiße Dame“. Diese geht auf Thérèse de Saint-Clar zurück. Sie war die Ehefrau von Jean de Saint-Clar, Seigneur des Schlosses Puymartin im 16. Jahrhundert, und wurde von ihrem Gatten in den Armen ihres Liebhabers überrascht. Der betrogene Ehemann rächte sich, indem er sie 15 Jahre lang gefangen hielt und nach ihrem Tode den Raum zumauern ließ.